# Королёва, Екатерина Александровна
Екатерина Александровна Королева (8 октября 1998 — 7 июля 2019) — российская гандболистка, левый крайний российского клуба «Ставрополье-СКФУ» и сборной России по пляжному гандболу. Выступала в составе национальной команды на Чемпионате Европы 2019 года в селе Старе-Яблонки. 

## Биография
Екатерина Королева родилась 8 октября в городе Крымск. Девушка была сирота и вместе с младшей сестрой воспитывалась дедушкой. С 8 лет начала заниматься спортом. В школьные годы посещала секции волейбола, тенниса, баскетбола и гандбола. Со школьной командой попадала в призеры чемпионата Краснодарского края по волейболу и по гандболу, после чего была замечена и получила приглашение учиться и заниматься в Краснодаре. В 2013 году получила приглашение от тренера женской команды «Ставрополье-СКФУ» Евгения Зотина выступать за команду в женской высшей лиге  и переехала в Ставрополь, где вскоре начала профессиональную карьеру. Екатерина быстро проявила себя в этом виде спорта и считалась одной из главных восходящих звезд отечественного гандбола. С марта 2016 года привлекалась в молодежную сборную национальной команды. 
В 2017 году она выиграла на Чемпионате Европы по гандболу среди девушек до 19 лет в Словении серебряную медаль после поражения в финале от команды Франции. Позже российская команда потеряла медаль из-за положительного допинг-теста трех членов команды. В 2018 году Королева приняла участие на чемпионате мира по гандболу среди девушек до 20 лет, но Российская сборная заняла на турнире только лишь четвертое место. 
В 2019 году Королева получила вызов в национальную сборную по пляжному гандболу и приняла участие в Чемпионате Европы по пляжному гандболу, который прошел на территории Польши в селе Старе-Яблонки в период со 2 по 7 июля. Сборная России стала лишь девятой. В семи матчах предварительного и утешительных раундов Королева набрала 31 балл и заняла второе место в списке бомбардиров сборной, уступив только Ксении Дьяченко. 

### Смерть
В последний день соревнований Екатерина Королёва решила искупаться в местном водоёме и утонула. Тело спортсменки вытащил из воды один из друзей из мужской сборной по гандболу, который сопровождал её в ту ночь; в ходе предварительного расследования он стал подозреваемым и ему были предъявлены обвинения в непредумышленном убийстве. По результатам судебно-медицинской экспертизы причиной смерти спортсменки было объявлено утопление в результате несчастного случая, в связи с чем уголовное дело по факту её гибели было закрыто
Ряд российских экспертов согласились с официальными результатами экспертизы. Врач-кардиолог Фаина Лобжанидзе о возможной причине смерти Королёвой заявила следующее:
От погружения в ледяную воду, от перепада температур может остановиться сердце — внезапная аритмогенная смерть действительно возможна. Там два варианта: либо случается спазм голосовых связок и человек задыхается, либо возникает опасная аритмия. Понимаете, в перегретом из-за жары и физических нагрузок теле сосуды расширены, а холодной же воде происходит резкий спазм. Из-за сужения сосудов кровь внезапно возвращается к сердцу, моментально повышается артериальное давление. На фоне занятий спортом могут быть изменения в самом сердце, могут быть генетические заболевания, и спазм оказывается фатальным. Но даже если этого нет, в редчайших случаях сердце может остановиться даже у абсолютно здорового человека.
После смерти спортсменки администрация города Крымск изъяла у нее квартиру, ранее выделенную по договору найма; жилплощадь Королёва получила как сирота. Родственники погибшей пытались оспорить процедуру изъятия, но действия городских властей были признаны в рамках закона.